# Baso Liben
Baso Liben är ett distrikt i Etiopien. Det ligger i den centrala delen av landet, 180 km nordväst om huvudstaden Addis Abeba.